# Actinidia pentapetala
Actinidia pentapetala là một loài thực vật có hoa trong họ Dương đào. Loài này được R.G.Li & J.W.Li mô tả khoa học đầu tiên năm 2003.